# 羅希頓·密斯奇
羅希頓·密斯奇 CC（Rohinton Mistry，1952年7月3日—）是一位加拿大籍印度裔作家。羅希頓原本在孟買修讀數學及經濟的學位，移民到加拿大後亦從事銀行相關的工作，後來他到多倫多大學進修文學及英文，成為了一位作家，數次入圍布克獎，又奪得過吉勒獎和桐山獎。2012年，因其文學貢獻，贏得了紐斯塔特國際文學獎，2015年，他獲頒加拿大勳章。